# 粉花无心菜
粉花无心菜（学名：Arenaria roseiflora f. roseilora）是石竹科无心菜属[[]]的变型。分布于中国大陆的云南等地，生长于海拔2,700米至4,510米的地区，多生长于砾石流、高山草甸以及山顶裸露地，目前尚未由人工引种栽培。

## 别名
粉花蚤缀（拉汉种子植物名称）

## 异名
- Arenaria roseiflora Sprague f. albiflora C. Y. Wu